# Valletta Football Club 2023-2024
Questa voce raccoglie le informazioni riguardanti il Valletta Football Club nelle competizioni ufficiali della stagione 2023-2024.

## Maglie e sponsor
| Casa | Trasferta |

Sponsor ufficiale: Iniala

Fornitore tecnico: Nike